# Tim Hudson
Timothy Adam Hudson (Columbus, Georgia, 14 de julio de 1975), más conocido como Tim Hudson, es un exjugador profesional estadounidense de béisbol que se desempeñó en la posición de lanzador en las Grandes Ligas de Béisbol (MLB). Logró obtener el premio Regreso del Año.

## Carrera
Hudson jugó como profesional seis temporadas en Oakland Athletics (1999-2004), después pasó a Atlanta Braves (2005-2013), luego a San Francisco Giants, donde jugó dos temporadas (2014-2015), y fue el equipo en el que se retiró.

## Premios
En 2010, fue galardonado con el premio Regreso del Año.